# جورج وليام أمير هانوفر
جورج وليام أمير هانوفر (وبالألمانية: Georg Wilhelm Ernst August Friedrich Axel Prinz von Hannover) دبلوماسي وأرستقراطي ألماني ولد في 25 مارس 1915 وتوفي في 8 يناير 2006.

## روابط خارجية
- جورج وليام أمير هانوفر على موقع مونزينجر (الألمانية)
- جورج وليام أمير هانوفر على موقع أوليمبيديا (الإنجليزية)